# Смилянич, Спасое
Спасое Смилянич (серб. Спасоје Смиљанић; род. 1 марта 1947 года в селе Кучани Нова-Варош) — югославский военный деятель, генерал-полковник, командующий ВВС и ПВО Югославии во время бомбардировок Югославии силами НАТО.

## Биография
Спасое Смилянич родился 1 марта 1947 года в селе Кучани общины Нова-Варош. Происходит из известной многочисленными офицерами и священниками златиборской семьи Смилянич. Основную школу завершил в родном селе, подготовительную школу Авиационной военной академии завершил в 1964 году в Мостаре, а саму Академию в Задаре в 1967 году, когда получил чин подпоручика и звание офицера-пилота ВВС и ПВО. Во время повышения квалификации в 1977—1979 годах с наилучшим результатом окончил Командно-штабную академию ВВС и ПВО, а в 1988 году — Командно-штабную оперативную школу ВВС и ПВО, также с блестящим результатом.
Во время карьеры пилота достиг больших результатов. На самолете МиГ-21 летал 31 год. Имеет золотой пилотский значок и звание инструктора полетов.
В ВВС и ПВО на тактическом уровне занимал должности командира истребительной эскадрильи, заместителя командира полка по вопросам полетов, начальника штаба полка. В Штабе ВВС и ПВО Спасое Смилянич занимал должности начальника Отделения по вопросам подготовки, начальника Отделения по оперативным вопросам, начальника Органа по оперативно-подготовительным вопросам.
В Генеральном штабе Вооружённых сил Союзной Республики Югославии он занимал должности начальника Отделения по оперативным вопросам в Управлении ВВС и ПВО и начальника Центра специальной подготовки в Центре военных школ Вооруженных сил. С 20 сентября 1998 года по 28 декабря 1998 года занимал должность начальника Первого управления Генерального штаба. С 20 января 1999 года по 5 августа 2001 года возглавлял ВВС и ПВО Союзной Республики Югославии. 30 октября 2001 года генерал-полковник Смилянич был отправлен на пенсию.
Чин майора получил досрочно в 1980 году, чин генерал-майора получил в 1994 году, чин генерал-подполковника в 1998 году, чин генерал-полковника досрочно в 1999 году. Награждён многочисленными медалями и орденами.